# Draconarius exilis
Draconarius exilis là một loài nhện trong họ Amaurobiidae.
Loài này thuộc chi Draconarius. Draconarius exilis được miêu tả năm 2005 bởi Zhang, Zhu & Jia-Fu Wang.